# Pardamean (Babul Makmur)
Pardamean is een bestuurslaag in het regentschap Aceh Tenggara van de provincie Atjeh, Indonesië. Pardamean telt 886 inwoners (volkstelling 2010).